# Vitória Futebol Clube 2016-2017
Questa voce raccoglie le informazioni riguardanti il Vitória Futebol Clube nelle competizioni ufficiali della stagione 2016-2017.

## Rosa
| N. |                          | Ruolo | Calciatore         |
| -- | ------------------------ | ----- | ------------------ |
| 1  | Germania (bandiera)      | P     | Lukas Raeder       |
| 2  | Portogallo (bandiera)    | D     | Pedro Pinto        |
| 3  | Portogallo (bandiera)    | D     | Frederico Venâncio |
| 6  | Portogallo (bandiera)    | C     | Fábio Pacheco      |
| 7  | RD del Congo (bandiera)  | C     | Arnold Issoko      |
| 8  | Brasile (bandiera)       | C     | Nenê Bonilha       |
| 10 | Portogallo (bandiera)    | A     | Nuno Santos        |
| 11 | Portogallo (bandiera)    | A     | Costinha           |
| 13 | Guinea-Bissau (bandiera) | D     | Vasco Fernandes    |
| 14 | Nigeria (bandiera)       | C     | Mikel Agu          |
| 17 | Brasile (bandiera)       | A     | Thiago Santana     |
| 19 | Camerun (bandiera)       | A     | Albert Meyong      |
| 20 | Croazia (bandiera)       | D     | Toni Gorupec       |

| N. |                       | Ruolo | Calciatore      |
| -- | --------------------- | ----- | --------------- |
| 21 | Portogallo (bandiera) | D     | Nuno Pinto      |
| 23 | Portogallo (bandiera) | A     | Vasco Costa     |
| 24 | Portogallo (bandiera) | C     | João Amaral     |
| 25 | Brasile (bandiera)    | P     | Diego           |
| 27 | Portogallo (bandiera) | C     | André Pedrosa   |
| 30 | Portogallo (bandiera) | A     | João Carvalho   |
| 36 | Portogallo (bandiera) | A     | Edinho          |
| 42 | Portogallo (bandiera) | D     | Luís Felipe     |
| 44 | Scozia (bandiera)     | C     | Ryan Gauld      |
| 70 | Portogallo (bandiera) | A     | Zé Manuel       |
| 71 | Portogallo (bandiera) | D     | Gonçalo Duarte  |
| 88 | Portogallo (bandiera) | P     | Pedro Trigueira |